# De Schreeuw (beeld)
De Schreeuw is een monument ter nagedachtenis aan regisseur, televisiemaker, columnist en opiniemaker Theo van Gogh. Het monument staat aan de rand van het Oosterpark in Amsterdam, dicht bij de plaats waar Van Gogh op 2 november 2004 door Mohammed Bouyeri werd vermoord. Het monument is ontworpen door Jeroen Henneman.

## Aanleiding
Theo van Gogh werd op 2 november 2004 vermoord in de Amsterdamse Linnaeusstraat, vlak bij het Oosterpark waar Mohammed Bouyeri doorheen vluchtte na zijn daad.

## Vorm en betekenis

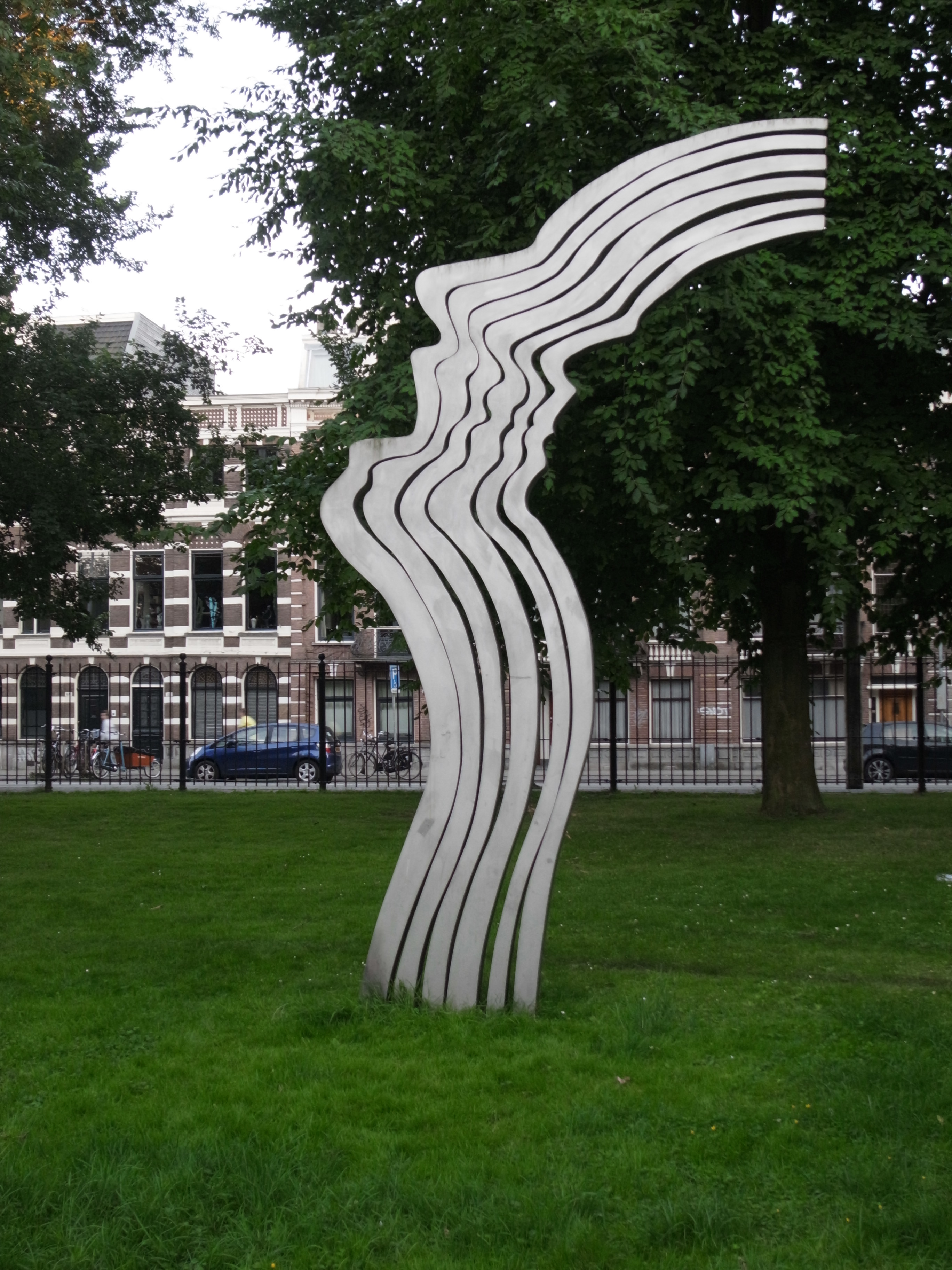
De Schreeuw

Het 4,5 meter hoge thermisch gestraalde roestvaststalen beeld heeft de vorm van een gestileerd profiel van een gezicht dat aan de ene kant schreeuwt en aan de andere kant een gesloten mond toont. Het werk toont de spanning en complexiteit van het thema de vrijheid van meningsuiting en hoe Van Gogh de mond werd gesnoerd.
De ontwerper, Jeroen Henneman, zei ter gelegenheid van de onthulling dat hij hoopt dat het beeld passanten herinnert aan het moment van de moord; "aan Theo van Gogh, die schreeuwt om genade."

## Onthulling
Het monument werd op 19 maart 2007 onthuld door de zussen van Theo van Gogh, Jantine en Josien van Gogh, in aanwezigheid van hun vader Johan van Gogh en een kleine duizend belangstellenden. Burgemeester Job Cohen van Amsterdam en voorzitter Martin Verbeet van stadsdeel Oost/Watergraafsmeer hielden een korte toespraak.
Tijdens de onthulling waren liedjes te horen die door Van Gogh zijn geschreven. Cabaretier Hans Teeuwen, die een goede vriend was van Theo van Gogh, sloot de bijeenkomst af met een lied voor het vrije woord.
Door een fout bij de aanvraag van de bouwvergunning liep de onthulling een halfjaar vertraging op. Zelfs een week voor de onthulling probeerde een bewoner bij het Oosterpark de plaatsing van het beeld bij de rechter tegen te houden.

## Beklad
Op 15 september 2007 werd het beeld beklad met een zwarte stift. De vandalen schreven er "Al-Qaeda" en de datum "27-11-2007" op.

## Videofragment
- Hans Teeuwen bij de onthulling van 19 maart 2007 op YouTube.